# مقبرة سبرينغ غروف

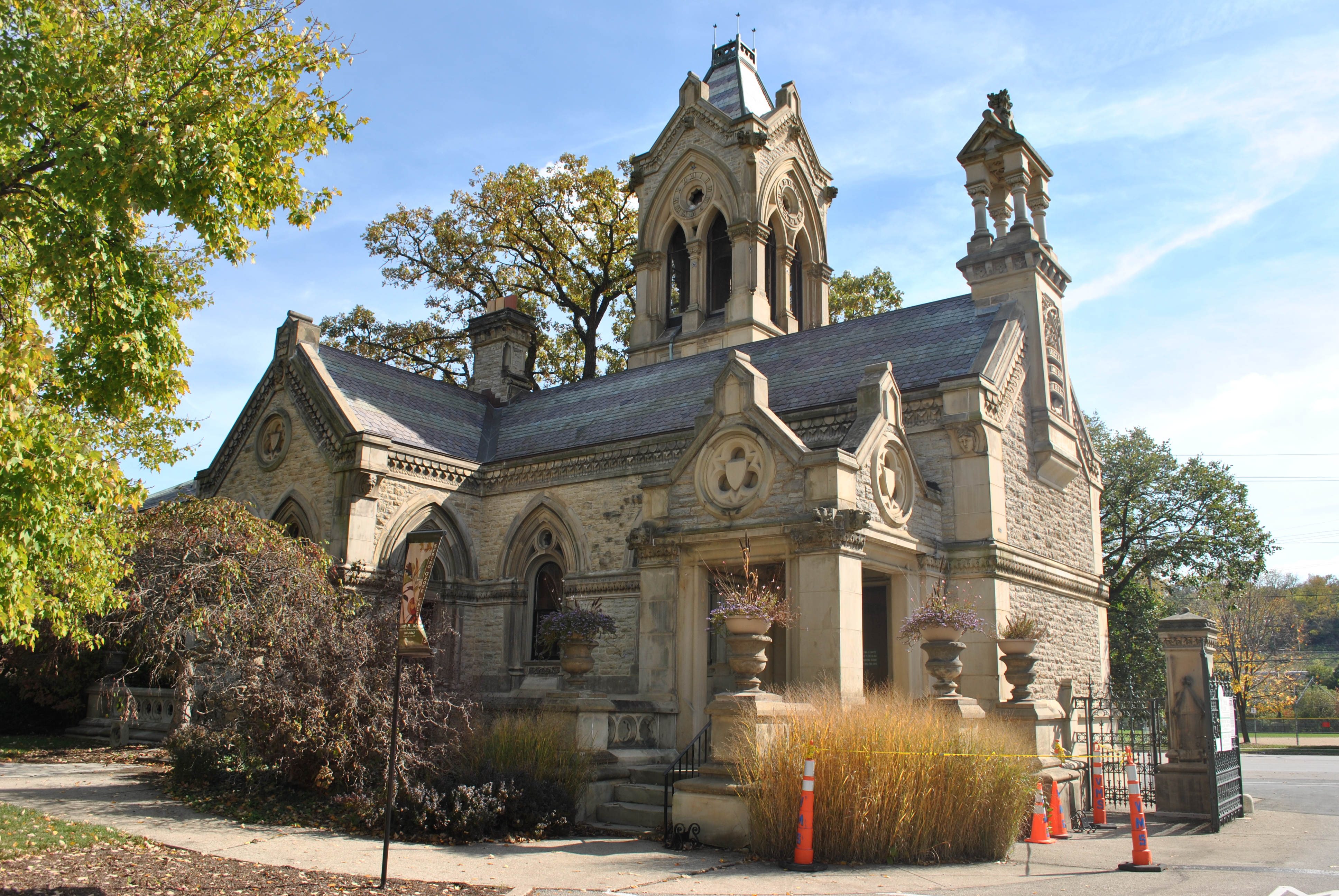
البوابة الأمامية للمقبرة

مقبرة ومشجر سبرينغ غروف (بالإنجليزية: Spring Grove Cemetery and Arboretum)‏ هي حديقة ومقبرة ومشجر، تقع على مساحة 733 أكر في جادة سبرينغ غروف بمدينة سينسيناتي في ولاية أوهايو الأمريكية، وهي ثاني أكبر مقبرة في الولايات المتحدة من حيث المساحة.

## التاريخ
أنشئت المقبرة سنة 1844، على غرار المقابر الريفية الشهيرة عالميًا آنذاك كمقبرة بير لاشيز في باريس ومقبرة ماونت أوبرن في كامبردج بولاية ماساتشوستس، وصممها هاورد دانيلز، ورُخصت رسميًا في 21 يناير 1845، ودُفن أول ميت فيها في 1 سبتمبر 1845.
في سنة 1855، تولى مهندس المناظر الطبيعية البروسي الأصل أدولف شتراوخ تجميل المقبرة، فصنع منها ما نراه زائرو المقبرة حتى اليوم من "مقبرة بستانية"، ذات بحيرات (12 بحيرة) وخمائل وشجيرات، وقد تأثر القائمون على العديد من المقابر (كمقبرة كراون هل في إنديانابوليس بولاية إنديانا) بتخطيط شتراوخ لمقبرة سبرينغ غروف، فقاموا بتعديل تصميمات مقابرهم على غرار سبرينغ غروف.
سُجلت المقبرة في 29 مارس 2007 ضمن المعالم التاريخية الوطنية للولايات المتحدة الأمريكية، كما تندرج الكنيسة الخاصة بالمقبرة بشكل مستقل في السجل الوطني للأماكن التاريخية.

## مشاهير دُفنوا في المقبرة

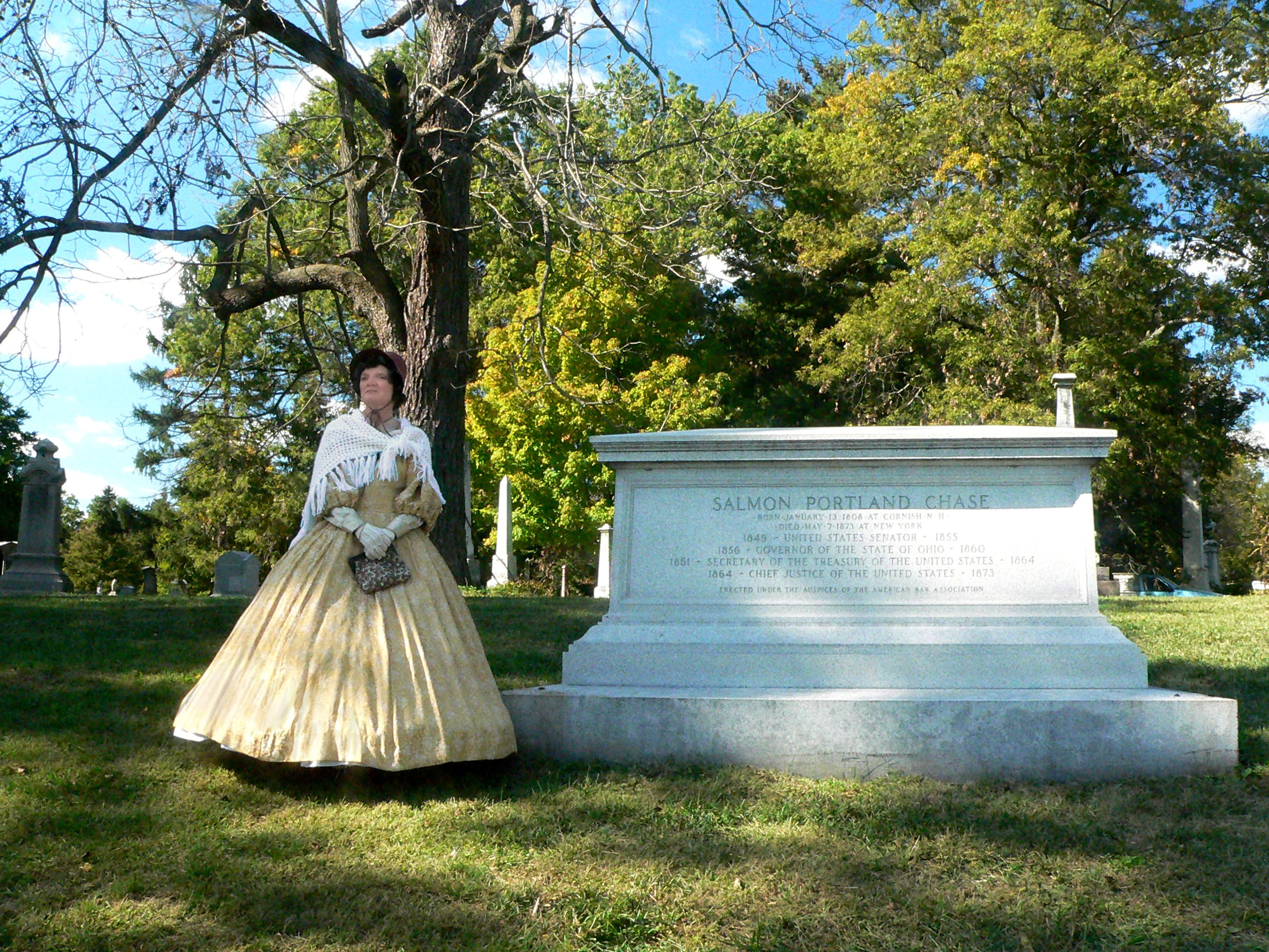
قبر سالمون تشيس في مقبرة سبرينغ غروف

- ألفونسو تافت: سياسي، والد الرئيس الأمريكي ويليام هوارد تافت.
- تشارلز سوير: وزير التجارة الأمريكي في إدارة الرئيس هاري ترومان.
- جوزيف هوكر: أحد القادة العسكريين في الحرب الأهلية الأمريكية، وقائد جيش بوتوماك في معركة تشانسلورزفيل.[11]
- جون ماكلين: عضو بالمحكمة العليا الأمريكية.
- جيمس غامبل: أحد مؤسسي شركة بروكتر وغامبل.
- ستانلي ماثيوز: عضو بالمحكمة العليا الأمريكية.
- سالمون تشيس: كبير قضاة الولايات المتحدة.[11]

## أزمة شاهد قبر سبونجبوب
في 23 أكتوبر 2013، أزال القائمون على المقبرة شاهد قبل على شكل سبونجبوب من على قبر الجندية الأمريكية كيمبرلي ووكر، بعد يوم واحد فقط من جنازتها، كما أزيل شاهد قبر مماثل كان موضوعًا بجانبه ليستخدم مستقبلًا على قبر شقيقتها التوءم كارا، رغم أن الأسرة كانت قد حصلت على إذن من مالكي حقوق الملكية الفكرية لاستخدامهما.
وفي فبراير 2014، توصلت أسرة ووكر وإدارة المقبرة إلى اتفاق أعيد بموجبه الشاهدان إلى موضعهما، مع إضافة حواجز جرانيتية لحمايتهما من عبث الزوار.

## وصلات خارجية
- الموقع الرسمي للمقبرة (بالإنجليزية)